# Teologia moralna
Teologia moralna (łac. Theologia moralis ) – dział teologii chrześcijańskiej zajmujący się moralnością czynów ludzkich w świetle Objawienia.

## Historia i przedstawiciele
Teologia moralna powstała jako samodzielna nauka dopiero w epoce Reformacji, gdy ta dyscyplina została wyodrębniona z teologii dogmatycznej przez reformatora francuskiego Lamberta Daneau (1530-1595) w jego pracy Ethices christianae (1577) . Przed ukształtowaniem się teologii moralnej jako dyscypliny teologicznej już istniała etyka chrześcijańska, która pojawiła się wraz z Ewangeliami.
Do najwybitniejszych przedstawicieli teologii moralnej należeli: Karl Schwarz, Christian Palmer i in. w protestantyzmie; Teofan Pustelnik, Wasilij Bażanow i in. w Rosyjskim Kościele Prawosławnym . W Rosji tę dyscyplinę zapoczątkował w XVIII w. Teofan (Prokopowicz), którego kurs „Teologia moralna” wszedł do programu nauczania w Kijowskiej i Moskiewskiej Akademii Duchownej. W 1901 roku Aleksandr Bronzow opublikował książkę, poświęconą dziejom prawosławnej teologii moralnej w Rosji. W PRL prof. Władysław Wicher wydał książkę Podstawy teologii moralnej.

## Zakres i zadania teologii moralnej
Według encykliki „Blask prawdy” (Veritatis splendor) 29 papieża Jana Pawła II, teologia moralna to dyscyplina teologiczna, a więc nauka spełniająca wymogi ludzkiego rozumu, badająca Objawienie Boże w odniesieniu do dobra i zła, czyli moralności ludzkich czynów oraz do osoby, która ich dokonuje. Według encykliki teologia moralna zajmuje się życiem ludzkim, ale wychodzi z przesłanki, że źródłem moralnego działania jest Bóg.

Jest także „teologią”, jako że za początek i cel moralnego działania uznaje Tego, który „jeden tylko jest Dobry” (Mt 19,17) i który ofiarując się człowiekowi w Jezusie Chrystusie, obdarza go szczęściem Boskiego życia /Veritatis splendor 29/.

### Definicje
Przedmiotem teologii moralnej jest systematyzacja nauki chrześcijańskiej o moralności .
Dominikański teolog Servais Thédore Pinckaers wyodrębnił kilka definicji teologii moralnej funkcjonujących w dyskursie katolickim:
1. „Pierwsza definicja mówi, że teologia moralna jest częścią teologii rozpatrującą ludzkie czyny w takiej mierze, w jakiej są one podporządkowane prawu moralnemu, jego przykazaniom i powinnościom przez te przykazania określanym, w świetle Objawienia”.
2. „Druga definicja wyjaśnia, że teologia moralna jest częścią teologii rozpatrującą ludzkie czyny po to, aby dostosować je do obowiązku i do norm, jakie narzucają nam rozum i wola Boża, w świetle Objawienia”.
3. „Następna definicja obrazuje, iż teologia moralna jest częścią teologii rozpatrującą ludzkie czyny, aby je podporządkować prawdziwemu szczęściu i celowi ostatecznemu człowieka za pośrednictwem cnót, a to w świetle Objawienia”.
4. „Czwarta definicja mówi, że teologia moralna jest częścią teologii rozpatrującą ludzkie czyny, aby je dostosować do wartości przyczyniających się do rozwoju człowieka, a to w świetle Objawienia”.

Jak zauważył: „We wszystkich definicjach teologii moralnej można znaleźć pewne elementy przyjęte przez wszystkich moralistów, nawet jeśli różnie je oni pojmują. Tak więc wszyscy zgodzą się ze stwierdzeniem, że teologia moralna to część teologii rozpatrująca ludzkie czyny w świetle Objawienia”. Pinckaers przedstawił też swoją definicję: 

Teologia moralna jest częścią teologii, która rozpatruje ludzkie czyny, aby je przyporządkować miłującej wizji Boga będącej prawdziwym i pełnym szczęściem oraz celowi ostatecznemu człowieka, za pośrednictwem łaski, cnót i darów, a to w świetle Objawienia i rozumu.

Ta definicja jest próbą położenia akcentu na dwa aspekty teologii moralnej, które zdaniem Pinckaersa nie były w epoce nowożytnej dostatecznie podkreślane. Po pierwsze, sformułowanie „miłująca wizja Boga” oznacza, że w poznawaniu Boga jest obecny element zaangażowania emocjonalnego: tzn. człowiek, poznając plan Zbawienia, jaki Bóg ma dla niego, doświadcza wzrostu miłości do Boga. Zgłębianie moralności chrześcijańskiej nie jest więc aktem czysto intelektualnym, choć bez wątpienia rozum odgrywa tutaj rolę bardzo istotną. Taki punkt widzenia dobrze wpisuje się w tradycję języka biblijnego, w którym poznawanie ściśle wiąże się z doświadczaniem miłości. Po drugie, bardzo istotnym aspektem teologii moralnej jest umacnianie człowieka do czynienia dobra poprzez działanie Ducha Świętego. Jest to bardzo dobrze widoczne w listach św. Pawła z Tarsu, który życie moralne chrześcijanina określa wprost jako „życie według Ducha” (Rz 8,5-11 BT). Zdaniem Pinckaersa traktat o łasce był jeszcze bardzo żywo obecny w refleksji średniowiecznych moralistów, takich jak św. Tomasz z Akwinu, aby w końcu zejść na dalszy plan w czasach nowożytnych na rzecz tendencji do katalogowania, szczegółowej analizy ludzkich czynów oraz kazuistyki.

### Teologia moralna a etyka teologiczna
Termin „teologia moralna” bywa utożsamiany z terminem „etyka teologiczna”, niektórzy teolodzy katoliccy opowiadają się jednak za rozróżnieniem tych terminów jako nazw odrębnych dyscyplin. Teolodzy protestanccy posługują się głównie drugim terminem, kładąc przy tym nacisk na odrębność etyki teologicznej od etyki filozoficznej.

### Teologia moralna a etyka filozoficzna
Teologia moralna ma zawsze charakter normatywny - określa jakie czyny są dobre, a jakie złe przez refleksję naukową na podstawie Objawienia. Etyka zaś jako dział filozofii zajmujący się badaniem moralności, może, ale nie musi wyprowadzać zasady moralne.